# Raimon Panikkar

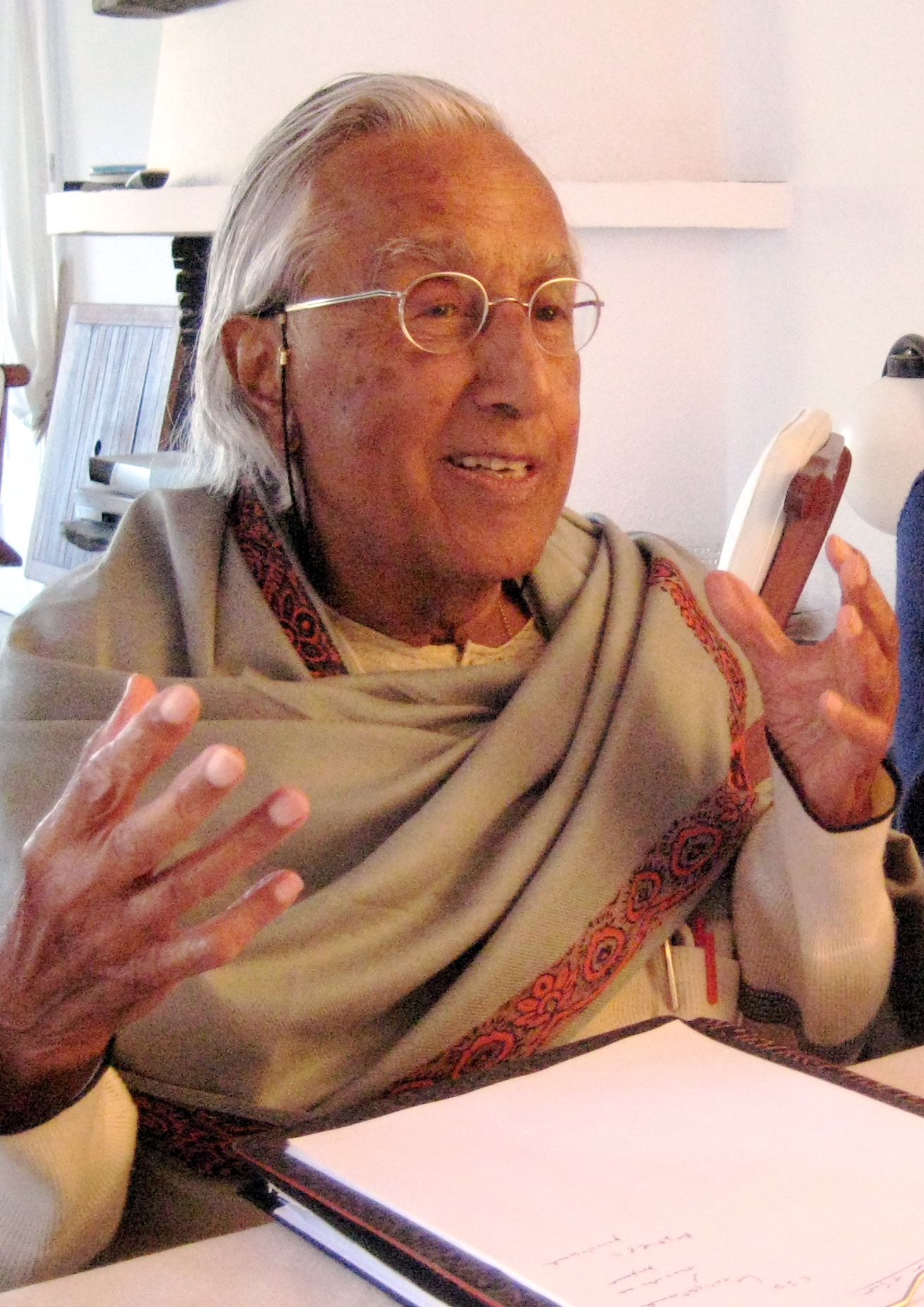
Raimon Panikkar, 2007

Raimon Panikkar i Alemany (* 3. November 1918 in Barcelona; † 26. August 2010 in Tavertet, Provinz Barcelona) war ein spanisch-katalanischer, römisch-katholischer Priester, Professor der Religionsphilosophie und bedeutender Vertreter des interreligiösen Dialoges. Internationale Bekanntheit erreichte er als Autor zahlreicher Bücher, die spirituelle und mystische Themen behandeln.

## Biographie
Raimon Panikkars Mutter war eine katholische Katalanin aus dem Bürgertum; sein Vater war Hindu, stammte aus Süd-Indien und arbeitete als Auslandsvertreter einer deutschen Firma in Barcelona. Nach dem Besuch einer Jesuitenschule studierte Panikkar Chemie und Philosophie an den Universitäten Barcelona, Bonn und Madrid, sowie Katholische Theologie in Madrid und Rom. Er besaß drei Doktortitel in Philosophie (1945), Chemie (1958) und in Theologie (1961, Päpstliche Lateranuniversität in Rom). 1946 empfing Raimon Panikkar die Priesterweihe für das Bistum Varanasi.
Von 1946 bis 1953 war Raimon Panikkar Professor für Philosophie an der Universität Complutense Madrid. Ab 1953 arbeitete er über indische Philosophie und Hinduismus an den Universitäten von Mysore und Varanasi (Benares). Zu dieser Zeit begann er sich im christlich-hinduistischen Dialog zu engagieren. Nach einer Professur in Rom von 1962 bis 1963 lehrte er von 1967 bis 1971 an der Harvard University (USA), und von 1971 bis 1978 an der University of California, Santa Barbara. Panikkar gehörte seit seiner Priesterweihe dem Opus Dei an, von dem er sich 1966 im Streit abwandte. Zuletzt lebte er in Tavertet (Comarca Osona), in den Bergen von Katalonien, in der Nähe Barcelonas. Panikkar hat über 30 Bücher und mehr als 900 Artikel geschrieben.
Sein Bruder Salvador Pániker ist ebenfalls ein bekannter Autor, Philosoph und Verleger.

## Werk

### Interkultureller Dialog
Raimon Panikkars Arbeit ist in mehrfacher Hinsicht eine Vermittlung zwischen verschiedenen „Welten“. Zunächst versuchen viele seiner Schriften eine Verständigung zwischen der christlichen und der hinduistischen Tradition zu befördern, indem sie Gemeinsamkeiten deutlich machen. Dabei konzentriert sich Panikkar eher auf den spirituellen Teil der Religionen im Gegensatz etwa zu Hans Küng, der stärker die ethischen Grundlagen und Gemeinsamkeiten betrachtet. Panikkar sieht den religiösen Dialog immer auch im gesamten Kontext der Kultur, Philosophie und besonders der Spiritualität.
Ein echter Dialog ist demnach erst möglich, wenn man sich in „Liebe und Sympathie“ zueinander öffnen kann und dabei die Wirklichkeitserfahrung des anderen teilt. Panikkar will damit auf die Grenzen verweisen, die ein rein intellektueller Dialog mit sich bringt, da einige philosophische Grundannahmen, die der europäischen Geistesgeschichte selbstverständlich sind, vielen anderen Kulturen fremd sind. Dies führt ihn zur „Rückkehr zum Mythos“, der intellektuell und sprachlich nicht erschöpfend beschrieben und reduziert werden kann und dadurch zu einem verbindenden, weil umfassenden Element zwischen Menschen und Kulturen wird. So ist für Panikkar die Wirklichkeit immer reicher als jedes philosophische oder religiöse Konzept und jede interkulturelle Verständigung sollte deshalb auf der direkten Erfahrung der Lebenswirklichkeit und nicht auf intellektuellen Konzepten gründen.
Dabei geht es ihm nicht um eine Vermischung von Kulturen und Religionen. Auch ist es für niemanden notwendig, zu einer anderen Religion zu konvertieren. Vielmehr betont Panikkar die Möglichkeit für jeden Menschen, die eigene „Befreiung“ in seiner angestammten Religion finden zu können.

### Theologie
Panikkar spricht von einem trinitarischen Wesen der Wirklichkeit bestehend aus Mensch, Gott (oder göttliches Prinzip) und Kosmos. Keiner ist dabei ohne den anderen denkbar. Er richtet sich damit gegen ein rein anthropozentrisches Weltverständnis, in dem der Mensch als alleiniger Herrscher auch über den Menschen auftritt. Eine daraus folgende, umfassende Krise – sogar den dritten Weltkrieg – sieht er schon in den Lebensbedingungen der Armen in den Städten der dritten Welt. Die Lösung könne nur lauten, eine ganzheitliche „kosmotheandrische“ Sicht zu etablieren, die der „Welt“ ebenso Rechte zubilligt wie dem Menschen. Der praktische Weg dorthin sei eine Ganzheitserfahrung, wie sie einigen Kulturen noch selbstverständlich sei.

### Philosophie undÖkosophie
Ausgehend von seinen Arbeiten zum interkulturellen Dialog kritisiert Panikkar einseitig westliche Standards für eine komparative Philosophie. Ein sinnvoller Vergleich müsste von einem über-menschlichen Standpunkt aus erarbeitet werden, da der kulturspezifische, philosophische Standpunkt nicht vom Menschen getrennt werden könne.
Wie Arne Naess prägte auch Raimon Panikkar den Begriff Ökosophie. Bei Panikkar bezeichnet Ökosophie die Kunst des Umgangs mit der Natur. „Ökosophie“ sei eine ganzheitliche Sicht der Natur, die Menschen, Tiere und Pflanzen als Teile der Schöpfung bzw. als Mitschöpfung berücksichtige. Natur ist in ökosophischer Perspektive kein Objekt, sondern ein Subjekt. Die Bedürfnisse und Lebensäußerungen der Natur seien daher von den Menschen wahrzunehmen und zu berücksichtigen.  Nach Francis D’Sa geht es in der Ökosophie für die Menschen darum, die Weisheit der Natur zu erkennen. So könne dann in einen symbiotischen Lebenszusammenhang getreten werden. In ökosophischer Perspektive wird die Welt als Gewebe begriffen, das aus drei Dimensionen geflochten ist, nämlich aus dem Göttlichen, dem Menschlichen und dem Kosmischen.

## Werke
Deutsch
- Kultmysterium in Hinduismus und Christentum. Ein Beitrag zur vergleichenden Religionstheologie. Karl Alber, Freiburg i. Br. und München 1964.
- Rückkehr zum Mythos. Insel-Verlag, Frankfurt am Main 1985, ISBN 3-458-14241-X.
- Den Mönch in sich entdecken. Kösel, München 1989, ISBN 3-466-20307-4.
- Der neue religiöse Weg. Im Dialog der Religionen leben. Kösel, München 1990, ISBN 3-466-20320-1.
- Der Weisheit eine Wohnung bereiten. Kösel, München 1991; überarbeitete und gekürzte Neuausgabe 2002 als Einführung in die Weisheit. Herder-Spektrum, Freiburg i. Br., ISBN 3-451-05256-3.
- Gottes Schweigen. Die Antwort des Buddha für unsere Zeit. Übers. aus dem Span. von Susanne Schaup, Kösel, München 1992, ISBN 3-466-20359-7.
- Trinität. Über das Zentrum menschlicher Erfahrung. Übers. aus dem Span. von Susanne Schaup, Kösel, München 1993, ISBN 3-466-20378-3.
- Gott, Mensch und Welt: Die Drei-Einheit der Wirklichkeit. Verlag Via Nova, Petersberg 1999, ISBN 3-928632-40-X.
- Christophanie. Erfahrung des Heiligen als Erscheinung Christi. Übers. aus dem Span. von Ruth Heimbach. Herder, Freiburg i. Br. 2006, ISBN 978-3-451-29097-8.